# Jundallah
Jundallah ou Jondollah (em árabe: جندالله, literalmente "Soldados de Alá"), também conhecidos como Movimento de Resistência Popular do Irã (português brasileiro) ou Irão (português europeu) (MRPI) é uma organização paramilitar com sede no Baluquistão que alega lutar pelos direitos dos muçulmanos sunitas iranianos. Foi fundada por Abdolmalek Rigi, capturado e executado pelo governo do Irã em 2010. Acredita-se que tenha até 1000 combatentes, e seja responsável pela morte de 400 soldados iranianos. e de um número muito maior de civis. Também participa da insurgência dos baluques no Paquistão e na província iraniana do Sistão e Baluquistão. O grupo foi designado oficialmente uma organização terrorista pelo governo do Irã, e foi ligado ou assumiu a responsabilidade por diversos atentados terroristas, sequestros e tráfico de drogas. Diversos observadores internacionais acreditam que o grupo esteja ligado à Al-Qaeda.
O Irã vem alegando por muito tempo que o governo dos Estados Unidos estaria dando apoio ao Jundallah. Diversas fontes, como a emissora americana ABC News, o jornal britânico The Telegraph e o jornalista Seymour Hersh relataram que o grupo teria recebido apoio dos Estados Unidos para operar contra o governo iraniano; os Estados Unidos, no entanto, negam qualquer envolvimento.
Notícias divulgadas pela revista estadunidense Foreign Policy  informam que o regime israelense recrutava e treinava os militantes do grupo para que executassem ações em território iraniano a fim de criar desestabilidade entre sunitas e xiitas no país, o caso teria sido revelado em um episódio no qual agentes da Mossad teriam se apresentado como sendo agentes da CIA, nos anos de 2007-2008 agentes da CIA descobriram que esses agentes eram recrutados principalmente em Londres e ao executar suas ações, deveriam dizer que estavam a serviço da CIA, o que teria causado grande incômodo no governo estadunidense, então presidido por George Bush.